# La Higuera (cantón)
La Higuera era un cantón del municipio de Pucará de la provincia Vallegrande y del departamento de Santa Cruz (Bolivia)

## Ubicación
El cantón de la Higuera se encuentra al oeste de la provincia de Vallegrande se sitúa sobre las estribaciones andinas limita con el departamento de Chuquisaca por medio del río Grande.

## Superficie
El cantón de La Higuera tiene una superficie de 226 km², representando el 0,81 % del total provincial.

## Población
El cantón tiene una población de 1051 habitantes (Instituto Nacional de Estadística 2001).

## Capital
La capital de este cantón es la localidad de La Higuera